# Marta Mariño
Marta Mariño Casillas (Las Palmas de Gran Canaria, 1954) es una pintora española.

## Biografía
Mariño nació en Las Palmas de Gran Canaria. Tuvo vocación desde muy pequeña y su madre, María Casillas, que se dedicaba a la pintura, tuvo una gran influencia en sus inicios. Estudió Bellas Artes en la Academia de Bellas Artes San Jordi de Barcelona y expuso por primera vez en 1978. Su hermana, Mercedes Mariño, pintora, la considera su maestra, y es el referente de su hija, Elena Ardanaz, también artista pintora.
Es una de las creadoras más sobresalientes del panorama artístico contemporáneo de Canarias y pertenece a la generación de pintoras que alcanzaron la madurez artística a finales de los años 1970 y 1980, tal como recoge su perfil en el Diccionario de Artistas del Centro Atlántico de Arte Moderno (CAAM). La mayor parte de su actividad artística se ha producido en las islas Canarias aunque su obra está presente en museos e instituciones públicas y privadas de España, Francia, Alemania y Venezuela, además de en centros canarios, como el Centro Atlántico de Arte Moderno (CAAM) o el Tenerife Espacio de las Artes (TEA). A lo largo de su trayectoria, ha explorado temas relacionados con sus experiencias y contexto cultural, geográfico, etnográfico y paisajístico. Ha impartido talleres de pintura, de donde han nacido entre otros el Colectivo Brezo, e influido en la formación de su hermana Mercedes Mariño, condecorada con la Medalla de Oro al Mérito en las Bellas Artes 2022.

## Reconocimientos
Fue reconocida con el primer premio Internacional de pintura Ciudad de Las Palmas. En 2017, Mariño fue una de las artistas incluida en la exposición colectiva comisariada por Yolanda Peralta, 'Mujeres en los márgenes. Las artistas en la colección de la Casa de Colón', que mostraba obras de 18 artistas pertenecientes al museo canario de Casa de Colón como Lola Massieu, Jane Millares Sall, María Belén Morales, Pino Ojeda, Maud Bonneaud, María Dolores Andreo Maurandi, Gina Berndtson, Pilar Burges, Iberia Carque, Rosario García Charina, Elvireta Escobio, Pino Falcón, Yolanda Graziani, Yvonne Guégan, Fanny Lozano, Alicia Martín Fernández y Ana Gracia, además de la propia Mariño.

## Exposiciones individuales
- 1977.- Departamento Cultural Cruz Mayor. Las Palmas de Gran Canaria.
- 1980.- Casa de Colón. Las Palmas de Gran Canaria
- 1984.- Nubes. Galería Vegueta. Las Palmas de Gran Canaria
- 1988.- Factoría. Las Palmas de Gran Canaria
- 1989.- Intimista. San Antonio Abad. Las Palmas de Gran Canaria
- 1991.- Golf. Galería Vegueta. Las Palmas de Gran Canaria
- 1992.- Leer lo pintado. C.I.C.C.A. Las Palmas de Gran Canaria
- 1996.- Capraria. Cabildo Insular de Fuerteventura. Sala Juan Ismael
- 1997.- Maresía. Simultánea Colegio de Arquitectos-Club Prensa Canaria. Las Palmas de Gran Canaria.
- 1999.- Lindes. Ateneo de La Laguna. Tenerife.
- 2000.- Cercanías. CICCA. Las Palmas de Gran Canaria.
- 2003.- Naturam. Sala Antonio Machado. Leganés. Madrid.
- 2004-2007.- Circuito Insular de Artes Plásticas. Exposición Itinerante.
- 2007.- Los años pintados. 1977-2007. Retrospectiva. Edificio Miller. Las Palmas de Gran Canaria.
- 2012.-"Del Naciente" Galería de Arte ULPGC, Gran Canaria. Las Palmas de Gran Canaria.
- 2015.-" Declinaciones" Centro de Artes Plásticas. Las Palmas de Gran Canaria.
- 2017. "Contrapunto" Centro Cultural de La Villa. Agaete. Gran Canaria
- 2022.- Sinestesia. Casa-Museo León y Castillo de Telde.

## Catálogos que la nombran
- Zaya, Antonio. Ocho pintores en busca de su propio nombre. Catálogo de la exposición Ocho Historias. Los Lavaderos. Santa Cruz de Tenerife. Año 1987.
- Cabrera, Javier. Catálogo de la exposición Más al Sur (ocho pintores canarios). Colegio de Arquitectos de Málaga. Año 1987.
- Cabrera, Javier. Catálogo de San Antonio Abad. Año 1989
- M. Lezcano, Francisco. El extenso viaje de lo posible; Alemán, Ángeles. Páginas como lienzos. Utrera, Claudio. La nostalgia y el placer. Catálogo de la exposición, Leer lo pintado. C.I.C.C.A. Año 1993
- Morales, Juan Ezequiel. Tres reflexiones filosóficas. Domínguez Jaén, Sergio. Desde donde nos miran y las miramos. Catálogo de la exposición: Capraria. Sala Juan Ismael. Fuerteventura. Año 1996.
- Santana, Lázaro; González, Franck. Ortografía para una fija. Domínguez Jaén, Sergio. De la maresía esta mar. Catálogo de la exposición, Maresía. Club Prensa Canaria, Colegio de arquitectos de Canarias. Año 1997.
- González, Franck. Otros lenguajes del arte en Canarias. Las últimas décadas. Introducción al Arte en Canarias. C.A.A.M Año 1997.
- Santana, Lázaro, El Arte y una Ciudad. Catálogo de la exposición El Arte y una Ciudad. Pintores y escultores en Las Palmas de Gran Canaria. 1900-1999.
- Domínguez Jaén, Sergio, La Linde de la Percepción; León Barreto Luis. Descomposición de una iconografía. Guerra Juani, En clave de risco, Campos Herrero. Catálogo de la exposición, Lindes. Ateneo de La Laguna. Tenerife. Año 1999
- Domínguez Jaén, Sergio, La Linde de la percepción. Lindes de Marta Mariño. Cuadernos del Ateneo de La Laguna. Año 1999.
- Hernández Cabrera, Eduvigis. Nocturno. Marrero Henríquez, José Manuel. La escritura sobre el palé. Domínguez Jaén, Sergio. La Linde de la percepción. Catálogo de la exposición: Cercanías. C.I.C.C.A. Año 2000.
- Hernández Cabrera, Eduvigis. Cercanías de Marta Mariño. Anarda. Año 2000.
- Sergio Domínguez Jaén. Naturam, 2003